# 342864 Teresamateo
342864 Teresamateo è un asteroide della fascia principale. Scoperto nel 2008, presenta un'orbita caratterizzata da un semiasse maggiore pari a 3,0657869 au e da un'eccentricità di 0,1046863, inclinata di 7,02559° rispetto all'eclittica.